# Taba Baru (Bermani Ilir)
Taba Baru is een bestuurslaag in het regentschap Kepahiang van de provincie Bengkulu, Indonesië. Taba Baru telt 264 inwoners (volkstelling 2010).